# LiT 1912
LiT 1912 (offiziell: Leistung im Team 1912 e. V.) ist eine Handballspielgemeinschaft aus der ostwestfälischen Stadt Lübbecke und Gemeinde Hille. Die erste Handballmannschaft der Männer spielte in der 3. Liga und die der Frauen spielt als LiT Tribe 1912 in der 3. Liga.

## Geschichte

### Die Stammvereine
Ältester Stammverein von LiT Tribe Germania ist der VfB Holzhausen II, der bereits 1892 gegründet wurde. Zweitältester Stammverein ist der im Jahre 1910 gegründete Turnverein Germania Nordhemmern. Dieser wurde zunächst als TV Gut-Heil Nordhemmern gegründet und drei Jahre später in Germania umbenannt. Mit dieser Maßnahme sollten Verwechselungen mit dem Nachbarverein Gut-Heil Rothenuffeln vermieden werden. Im Feldhandball spielte die Germania in den späten 1950er Jahren in der Verbandsliga. In der Halle gelang 1979 der Aufstieg in die Verbandsliga, wo die Mannschaft auf Anhieb Vizemeister wurde. Jüngster Stammverein ist der RSV Westfalia Mindenerwald, der am 21. April 1949 als Reitsportverein gegründet wurde. Am 16. Februar 1954 wurde daraus schließlich ein Handballverein. Größter Erfolg der Vereinsgeschichte war der Aufstieg in die Bezirksliga im Jahre 1985. Zur Stärkung der Nachwuchsarbeit bildeten die drei Stammvereine im Jahre 1991 die Jugendspielgemeinschaft JSG NSM.
Drei Jahre später schlossen sich die Handballabteilungen von Germania Nordhemmern und dem RSV Westfalia Mindenerwald zur HSG Nordhemmern/Mindenerwald, abgekürzt HSG NoMi zusammen. Im Jahre 2004 änderte die HSG ihren Namen in LiT Handball Nordhemmern/Mindenerwald. Namensgeber ist ein Logistikunternehmen. Im Jahre 2012 schlossen sich dann auch die Seniorenhandballer des TuS Südhemmern der Spielgemeinschaft an, die daraufhin den Namen LiT Tribe Germania annahm. Der TuS Südhemmern wurde am 8. August 1945 gegründet und war ursprünglich ein Fußballverein, der dann 1947 eine Handballabteilung erhielt. Im Feldhandball spielten die Südhemmerner zwischen 1954 und 1956 in der Landesliga, während die Mannschaft in der Halle nicht über die Bezirksliga hinaus kam. Rainer Niemeyer, der 1978 mit der deutschen Nationalmannschaft Weltmeister wurde, trainierte für einige Zeit die Mannschaft. Im Jahre 2018 verließ der TuS Südhemmern die Spielgemeinschaft wieder.
Zum 1. Juli 2020 trat im Männerbereich der TuS Nettelstedt bei. Heimspielstätte ist die Sporthalle Nordhemmern.

### Männerhandball
Die HSG Nordhemmern/Mindenerwald übernahm den Platz der Germania in der Verbandsliga und schaffte im Jahre 2001 den Aufstieg in die Oberliga Westfalen. Nach einer Vizemeisterschaft im Jahre 2005 hinter der SG Schalksmühle-Halver gelang ein Jahr später der Aufstieg in die Regionalliga West. Dort führt die Mannschaft von Trainer Vygindas Petkevicius monatelang die Tabelle an, bevor sie vom TV Korschenbroich noch abgefangen wurde und schließlich Platz drei belegte. Im Jahre 2010 gelang der Mannschaft die Qualifikation für die neu geschaffene 3. Liga. Nach einem sechsten Platz in der Auftaktsaison musste LiT im Jahre 2012 als Tabellenletzter in die Oberliga Westfalen absteigen. Im Jahre 2019 gelang der Wiederaufstieg. 2024 stieg LiT 1912 in die Regionalliga ab.
Zweimal konnte sich der Verein für den DHB-Pokal qualifizieren. Erstmals gelang dies im Jahre 2009. Nach einem Freilos in der ersten Runde traf die Mannschaft in Runde zwei auf den Bundesligisten TSV Hannover-Burgdorf und verloren mit 19:38. Ein Jahr später traf das Team in der ersten Runde auf den Zweitligisten Dessau-Roßlauer HV und verlor das Spiel deutlich mit 29:40.

### Frauenhandball
Die Handballerinnen starteten im Jahre 1994 bei der Bildung der HSG Nordhemmern/Mindenerwald in der Bezirksliga und schafften später den Aufstieg in die Landesliga. Im Jahre 2011 gelang der Mannschaft unter Trainer Matthias Husemeier mit 42:2 Punkten nach mehreren Vizemeisterschaften der Aufstieg in die Verbandsliga Westfalen. Es folgte der direkte Durchmarsch in die Oberliga Westfalen, aus der das Team im Jahre 2015 abstieg. Nach vier Jahren in der Verbandsliga Westfalen gelang unter Trainerin Andrea Leiding einem neu formierten Team der erneute Aufstieg in die Oberliga Westfalen. 2021 gelang der Aufstieg in die 3. Liga.

### Namenshistorie
- 1994–2004: HSG NoMi (Zusammenschluss von TV Germania Nordhemmern und RSV Westfalia Mindenerwald)
- 2004–2012: LiT Handball Nordhemmern/Mindenerwald (Einstieg des Sponsors L.I.T.)
- 2012–2015: LiT Handball NSM (Anschluss des TuS Südhemmern)
- 2015–2016: LiT Handball (Anschluss des VfB Holzhausen II)
- 2016–2020: LiT Tribe Germania
- seit 2020: LiT 1912 (Männer) bzw. LiT Tribe 1912 (Frauen, nach teilweisem Anschluss des TuS Nettelstedt)

## Persönlichkeiten
- Leif Anton
- Konrad Bansa
- Gerrit Bartsch
- Martin Birkner
- Wolfgang Böhme
- Jens Buhrmester
- Gerd Enders
- Piotr Grabarczyk
- Mats Grzesinski
- Frank Habbe
- Guido Klöpper
- Vigindas Petkevičius
- Niels Pfannenschmidt
- Frank Schoppe
- Jan-Eric Speckmann
- Simon Strakeljahn
- Sören Südmeier
- Tomasz Tłuczyński
- Jens Wiese
- Leonie Wöbking